# Trentepohlia (Trentepohlia) proba
Trentepohlia (Trentepohlia) proba is een tweevleugelige uit de familie steltmuggen (Limoniidae). De soort komt voor in het Oriëntaals gebied.